# Castleconnell
Castleconnell (in irlandese: Caisleán Uí Chonaill) è una cittadina nella contea di Limerick, in Irlanda.